# Località bandiere blu in Italia (2015)
Elenco delle 147 località italiane insignite della bandiera blu dalla FEE per l'anno 2015.

## Distribuzione per regione
| Regione               | Spiagge bandiera blu | Differenza rispetto al 2014 |
| --------------------- | -------------------- | --------------------------- |
| Liguria               | 23                   | 3                           |
| Toscana               | 18                   | Stabile                     |
| Marche                | 17                   | Stabile                     |
| Campania              | 14                   | 1                           |
| Puglia                | 11                   | 1                           |
| Emilia-Romagna        | 9                    | Stabile                     |
| Abruzzo               | 8                    | 2                           |
| Lazio                 | 8                    | 1                           |
| Sardegna              | 8                    | 2                           |
| Veneto                | 8                    | 1                           |
| Sicilia               | 5                    | 1                           |
| Trentino-Alto Adige   | 5                    | Stabile                     |
| Calabria              | 4                    | Stabile                     |
| Molise                | 3                    | Stabile                     |
| Friuli-Venezia Giulia | 2                    | Stabile                     |
| Piemonte              | 2                    | 1                           |
| Basilicata            | 1                    | Stabile                     |
| Lombardia             | 1                    | Stabile                     |
| Totale                | 147                  | 7                           |

## Abruzzo
- Tortoreto
- Roseto degli Abruzzi
- Pineto
- Francavilla al Mare
- San Vito Chietino
- Fossacesia
- Vasto - Punta Penna, Vignola San Nicola
- San Salvo

## Basilicata
- Maratea - Fiumicello - Acquafredda - Luppa

## Calabria
- Cirò Marina - Punta Alice - Cervana/Madonna di mare
- Roccella Ionica
- Melissa - Torre Melissa
- Trebisacce -  Lungomare Sud: Riviera dei Saraceni - Viale Magna Grecia - Riviera delle Palme

## Campania
- Anacapri
- Massa Lubrense
- Positano
- Agropoli
- Castellabate
- Montecorice
- Pollica
- Casal Velino
- Ascea
- Pisciotta
- Centola
- Vibonati
- Sapri

## Emilia-Romagna
- Comacchio
- Ravenna
- Cervia
- Cesenatico
- Gatteo
- San Mauro Pascoli
- Bellaria-Igea Marina
- Misano Adriatico
- Cattolica

## Friuli Venezia Giulia
- Lignano Sabbiadoro

## Lazio
- Anzio
- Gaeta
- Latina
- Sabaudia
- San Felice Circeo
- Sperlonga
- Ventotene

## Liguria
- Chiavari
- Santa Margherita Ligure
- Lavagna
- Moneglia
- Bordighera
- Lerici
- Fiumaretta di Ameglia
- Noli
- Loano
- Albisola Superiore
- Savona
- Spotorno
- Finale Ligure
- Albissola Marina
- Celle Ligure
- Varazze
- Bergeggi
- Sanremo - Imperatrice
- San Lorenzo al Mare
- Framura

## Lombardia
- Gardone Riviera

## Marche
- Gabicce Mare
- Pesaro
- Fano
- Mondolfo
- Senigallia
- Ancona - Portonovo
- Sirolo
- Numana
- Potenza Picena - Porto Potenza Picena
- Civitanova Marche
- Porto Sant'Elpidio
- Porto San Giorgio
- Fermo - Lido, Marina Palmense
- Pedaso
- Cupra Marittima
- Grottammare
- San Benedetto del Tronto

## Molise
- Termoli
- Petacciato - Marina
- Campomarino

## Piemonte
- Cannobio
- Cannero Riviera

## Puglia
- Monopoli - Lido Rosso - Castel S.Stefano - Capitolo
- Polignano a Mare - Cala Fetente - Cala Ripagnola - Cala San Giovanni - Spiaggia San Vito
- Margherita di Savoia - Centro Urbano Canna Fesca
- Fasano
- Ostuni - Creta Rossa - Lido Fontanelle - Lido Morelli/Pilone - Rosa Marina
- Melendugno
- Salve
- Castro - La sorgente - Zinzulusa
- Otranto
- Castellaneta - Marina di Castellaneta
- Ginosa

## Sardegna
- Santa Teresa Gallura - Rena Bianca, Capo Testa Ponente
- La Maddalena - Punta Tegge e Spalmatore
- Quartu Sant'Elena - Poetto
- Oristano - Torre Grande
- Castelsardo - Ampurias
- Palau - Palau Vecchio e Sciumara
- Tortolì - Lido di Orrì, Lido di Cea

## Sicilia
- Menfi
- Lipari - Lipari e Vulcano
- Tusa - Lampare
- Ispica - Santa Maria del Focallo e Ciricà
- Pozzallo
- Marsala

## Toscana
- Monte Argentario
- Follonica
- Castiglione della Pescaia
- Grosseto - Marina di Grosseto e Principina a Mare
- Cecina - Marina di Cecina, Gorette
- Piombino - Riotorto e Parco naturale della Sterpaia
- Livorno - Antignano e Quercianella
- San Vincenzo
- Bibbona - Marina di Bibbona
- Castagneto Carducci - Marina di Castagneto Carducci
- Rosignano Marittimo - Castiglioncello e Vada
- Forte dei Marmi
- Pietrasanta
- Camaiore
- Viareggio
- Pisa - Marina di Pisa, Tirrenia e Calambrone
- Carrara

## Trentino Alto Adige
- Tenna
- Pergine Valsugana - San Cristoforo
- Levico Terme
- Calceranica al Lago

## Veneto
- Rosolina - Rosolina Mare - Albarella
- San Michele al Tagliamento - Bibione
- Venezia - Lido
- Cavallino Treporti
- Eraclea
- Caorle - Brussa - Duna verde - Levante - Ponente - Porto Santa Margherita
- Chioggia - Sottomarina
- Jesolo